# Escuer (linaje)
El linaje de los Escuer es una histórica familia infanzona documentada desde el siglo XII, con Casas solares en Yebra de Basa y Tramacastilla de Tena, ambas en la provincia de Huesca, desde donde se extendió por numerosas poblaciones de Aragón, donde todavía pueden identificarse sus casales gracias a las piedras armeras conservadas sobre sus portales.

## Origen
Esta familia tomó por apellido el señorío de Escuer que regían al sur del valle de Tena (Huesca). En 1184 se documenta a Sancho de Escuer recibiendo de Berenguer de Narbona, abad de Montearagón y hermano del rey Alfonso II, diversas propiedades sitas en Arguisal, junto a Escuer.
Se desconoce el devenir del señorío de Escuer durante el siglo XIII, que probablemente pasaría a otra familia vía matrimonial pues tenemos constancia que Guillén de Pueyo,vendió la villa el 8 de abril de 1296 a García de Castellazuelo;y posteriormente, el 25 de julio de 1330 son los hijos de dicho Castellazuelo los que ceden sus derechos sobre los lugares de Escuer, Arguisal e Isún de Basa a Ferrer de Lanuza,en cuya familia permaneció el señorío por varias generaciones, siendo su sucesor Juan de Lanuza y Garabito, Justicia de Aragón, quien aparece como señor de Escuer entre 1479 y 1498.Finalmente, los condes de Sástago, lo adquirieron por matrimonio en 1531,siendo señor de Escuer en 1597, el conde Gabriel Blasco de Alagón y Luna.
Sin embargo, las diversas ramas no herederas del señorío descendientes de los señores originales, siguieron utilizando de Escuer como sobrenombre o alias distintivo de su familia,convirtiéndose con el paso de las generaciones en el apellido hereditario de su linaje: en 1315 se documenta a Beltrán de Escuer y a Egidio (Gil) de Escuer como propietarios de unos campos y huertos colindantes con tierras del desaparecido monasterio de San Salvador de Sorripas,y en 1342 a Domingo de Escuer, que aparece como vicario de Senegüé,todo ello en las inmediaciones del señorío de Escuer. En 1357 Rodrigo de Escuer, vecino de Yebra de Basa, obtuvo Ejecutoria de infanzonía ante la Corte del Justicia Mayor de Aragón, siendo el Casal más antiguo del linaje del que consta que probó dicha condición.

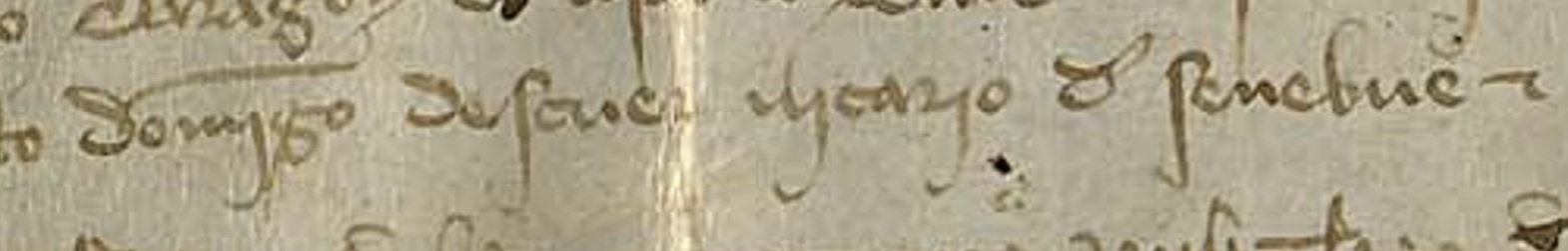
Año 1342: domingo descuer vicario de Senegüé (AHN, Clero, Carpeta 733, n.º 5)

El análisis de los primeros nombres utilizados por el linaje (Sancho, Beltrán, Egidio, Domingo, Rodrigo) refuerza la hipótesis de una familia profundamente arraigada en el Alto Aragón: Sancho y Rodrigo fueron nombres ampliamente documentados en la nobleza y patriciado aragonés medieval; Beltrán y Egidio, de origen germánico y latino respectivamente, muestran una notable influencia occitana y franca, propia de los intercambios culturales entre el Alto Aragón y el sur de Francia; finalmente, Domingo, vinculado a la devoción cristiana (Santo Domingo de Guzmán), es recurrente en la documentación de la región. Hoy día el 68% de los apellidados Escuer en España residen en las provincias de Huesca, Zaragoza y Lérida, siendo todavía el núcleo de Huesca, donde se origina el linaje, el grupo más significativo en proporción a su población.

## Fogaje de 1495
En el Fogaje confeccionado en Aragón en 1495,el linaje se documenta en un total de 14 poblaciones, de las que 13 se localizan en la actual provincia de Huesca, siendo por tanto su diseminación todavía muy escasa en aquel momento. Considerando las diversas formas adoptadas por el linaje (Descuer, d'Esquer, Descuert o Escuert), fruto de la ausencia de una normativa ortográfica unificada y el distinto criterio o instrucción del escribano, se censan 19 fuegos o casas de los Escuer,repartidos entre esas 14 localidades:

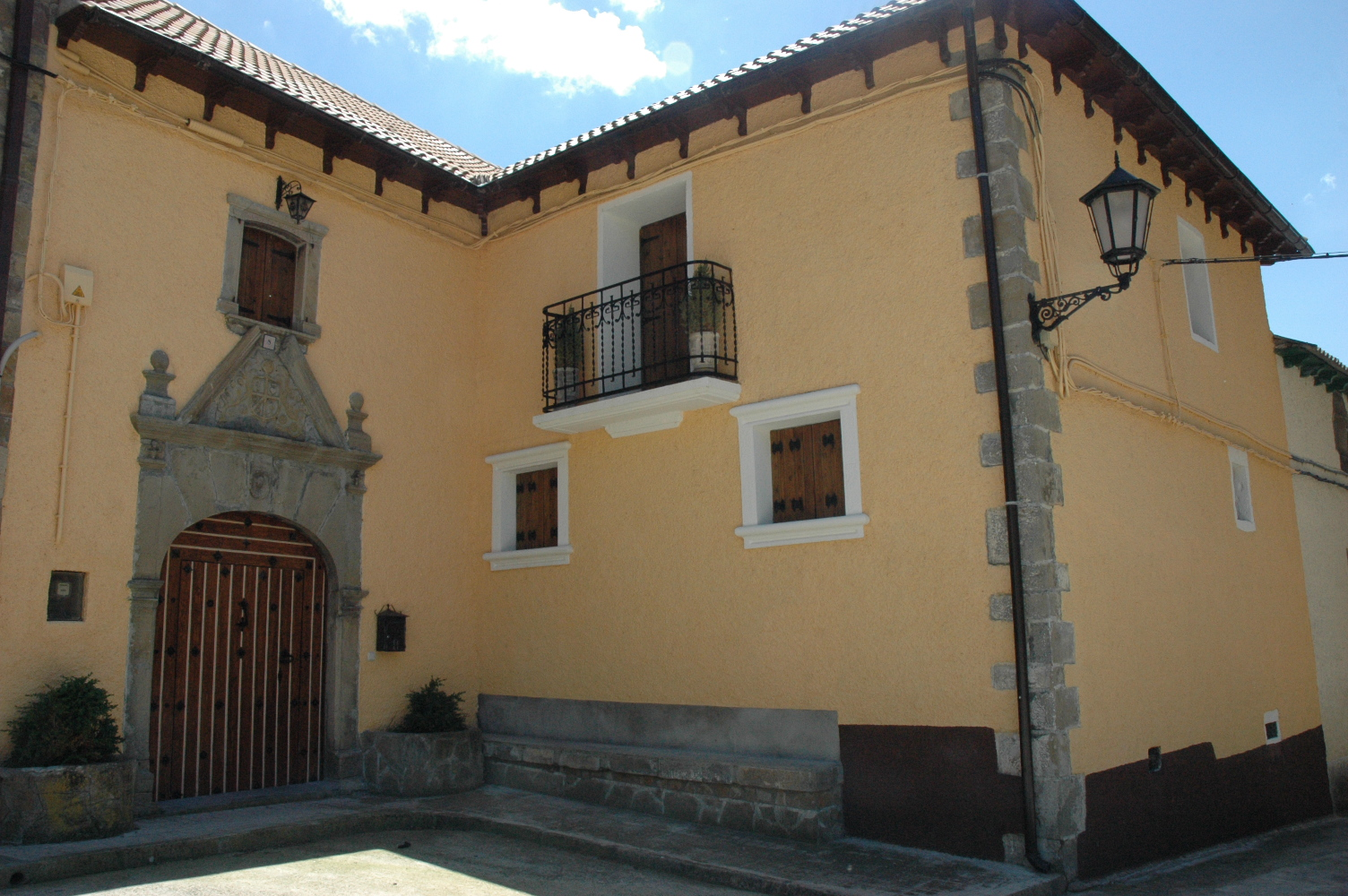
Casal de los Escuer de Yebra de Basa, con su piedra heráldica de 1757, cuatro siglos posterior a la confirmación de la infanzonía del Casal en 1357.

- Tramacastilla de Tena (3 fuegos: García, Martín y Ximeno Descuer);
- Aso de Sobremonte (2 fuegos: Martín y Salvador Descuer);
- Betés de Sobremonte (1 fuego: Pedro Descuer);
- Yebra de Basa (2 fuegos: Johan y Miguel Descuer);
- San Julián de Basa (1 fuego: Miguel Descuer);
- Almudévar (2 fuegos: Nicholau y Salvador Descuer);
- Borres (1 fuego: Mosén Ximeno Descuer);
- Senegüé (1 fuego: Guillerma, viuda Descuer);
- Hecho (1 fuego: García Escuert);
- Siresa (1 fuego: García Escuert);
- Broto (1 fuego: Guillem Descuer);
- Torla (1 fuego: Johan Descuer);
- Usón (1 fuego: Martín Descuert);
- Fuentes de Jiloca (Zaragoza) (1 fuego: Jayme d´Esquer).

Si agrupamos los fuegos por cercanía geográfica, observamos dos núcleos principales que suman casi la mitad de todos ellos:
1. Las poblaciones del Valle de Tena (Tramacastilla, Aso y Betés), con 6 fuegos;
2. Los dos pueblos del Valle de Basa (Yebra y San Julián), con 3 fuegos.

Aunque el resto de poblaciones tan solo acogían una casa o fuego de esta familia, salvo Almudévar que tenía dos, también podríamos agrupar por cercanía a los siguientes pueblos: a) Borres y Senegüé, ambos pertenecientes al municipio de Sabiñánigo y a una distancia de 8 km. entre sí (quienes probablemente pertenecían a la misma rama que Domingo de Escuer, vicario de Senegüé en 1342); b) Hecho y Siresa, ubicados en el Valle de Hecho y a una distancia de 2 km. (los cabezas de ambos fuegos portaban el mismo nombre); c) Broto y Torla, al sur del Valle de Ordesa y a 4 km. entre ellos. Respecto a Almudévar, Usón y Fuentes de Jiloca, están lo suficientemente alejadas como para vincularlas con cualquier otra población.

## En Tramacastilla de Tena

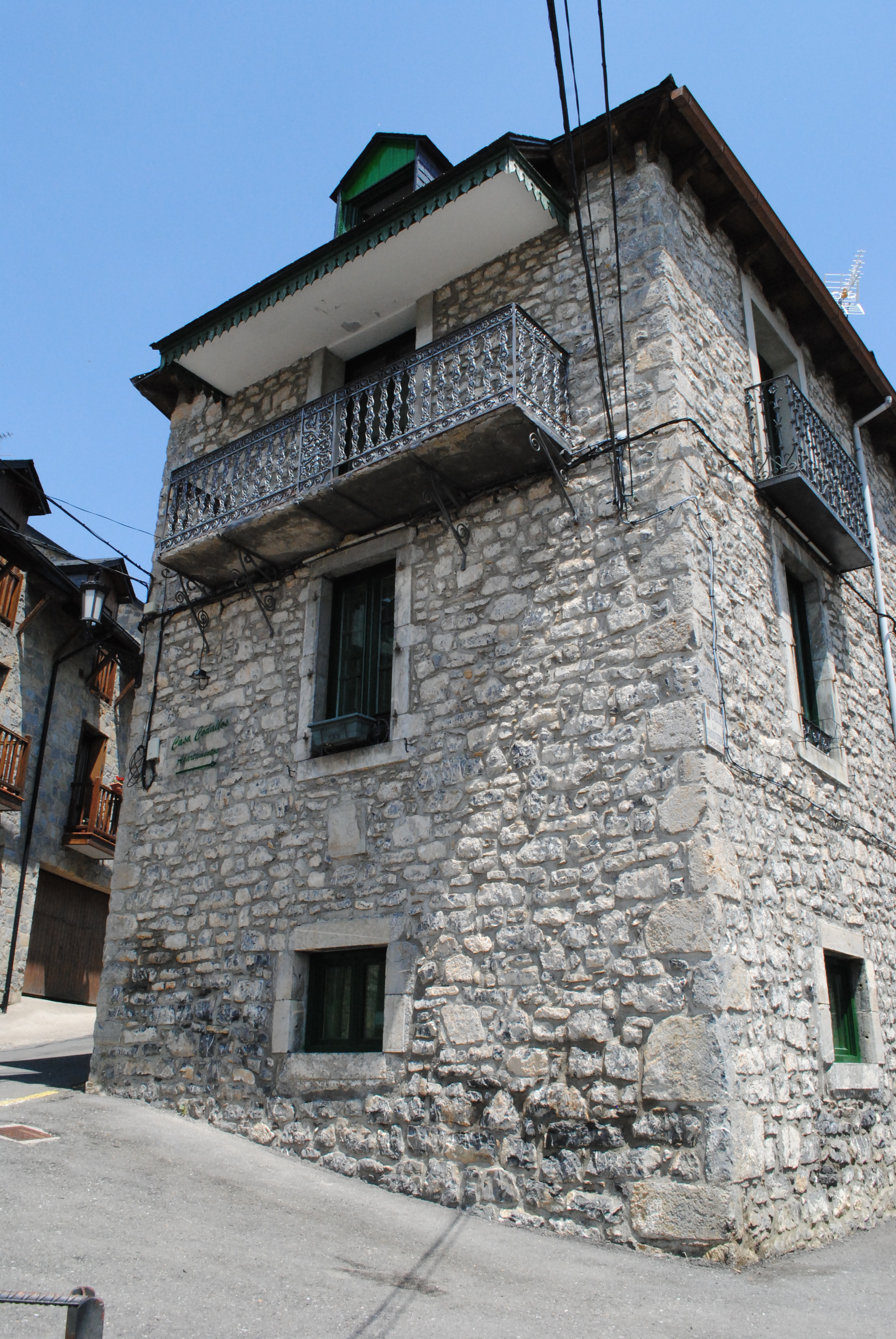
Casa de Tramacastilla donde se encuentra la piedra Escuer fechada en 1708

A la vista de lo que nos aporta el fogaje no es extraño que los dos Casales más antiguos del linaje sean los de Yebra de Basa y Tramacastilla de Tena, que se documentan mucho antes del fogaje: el de Yebra desde 1357 y el de Tramacastilla desde 1403. Ambos fueron de calidad infanzona por lo que es probable que también lo fueran las casas o fuegos censados en el fogaje más cercanos a ellos, es decir, las de Aso, Betés y San Julián, como así lo atestigua la piedra armera de esta última. Fueron, sin embargo, los descendientes del Casal de Tramacastilla de Tena los que con el paso de los siglos extendieron el linaje por mayor número de poblaciones.
La rama de Tramacastilla se documenta desde 1403, cuando se cita a Jimeno de Escuer como propietario de un terreno colindante a otro que se vende en Tramacastilla.Sin embargo, un año antes, en 1402, se documenta en la vecina Yosa de Sobremonte (contigua a Aso, Betés y Tramacastilla) a García de Escuer, como comprador del puerto de Culivillas (al oeste de Formigal),quien sin duda es pariente cercano de Jimeno, dada la cercanía geográfica e identidad del linaje. Jimeno es documentado por última vez en Tramacastilla en 1444 (probablemente fallecería poco después),pero existe un documento fechado el 16 de junio de 1427 donde aparece con su familia,por lo que sabemos que tuvo cuatro hijos: María, Pedro y Lop de Escuer, y el notario Martín Pérez de Escuer.
No disponemos de más datos de esta familia en Tramacastilla hasta el fogaje de 1495, cuando se censa a Jimeno, Martín y García Descuer como cabezas de fuego, quienes evidentemente son los descendientes (hijos o nietos) del núcleo familiar anterior documentado en 1427, dada la plena coincidencia onomástica, de vecindad y linaje, siendo este García el tronco común de todas las ramas infanzonas que saldrían posteriormente del Casal de Tramacastilla.
Contamos con una descripción de la Casa solar de los Escuer de Tramacastilla en una Ejecutoria de 1647, donde se indica: 

... que de tiempo inmemorial existia dentro del presente Reyno el Lugar de Tramacastilla sito en el Valle de Tena, y en aquel un Casal del Apellido, Renombre y Linage de los Escueres, y los dueños de él por recta linea masculina habido sido y eran Hijodalgo, y de tales descendientes, y habian gozado y gozaban de todo lo que los demas Infanzones del dicho Lugar y presente Reyno podian y acostumbraban gozar ... que eran notorios infanzones de sangre y naturaleza de tiempo inmemorial siendo hecho antiguo, voz común y fama pública ... que habían vivido y vivían en dicho Lugar de Tramacastilla en una Casa muy antigua, con era y huerto, y con horno de la misma Casa ...

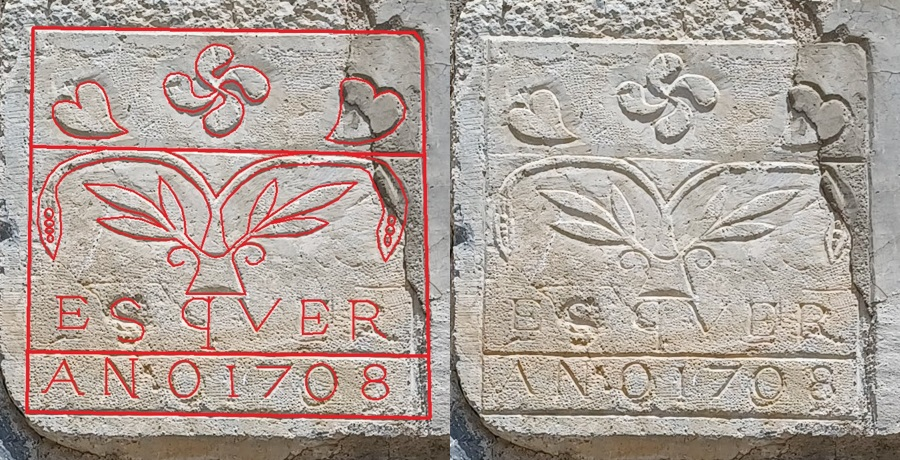
Piedra en la calle Mayor de Tramacastilla

Hoy día ya no reside ninguna familia Escuer en Tramacastilla,aunque todavía se conserva en la calle Mayor del pueblo, el que pudo ser el Casal del linaje, en tanto que en uno de sus laterales se conserva una piedra, olvidada en el tiempo y bastante deteriorada, que contiene la leyenda Esqver año 1708.
Es muy significativo que esta piedra no represente el escudo del linaje, sino en su lugar una enigmática simbología floral, vinculada indudablemente con la fertilidad,un aspecto esencial para la supervivencia de cualquier linaje, aunque en este caso no pareció favorecer a la familia, que terminó desapareciendo del pueblo.

## Origen de su nobleza

Corona de Hidalgo

Podemos documentar el origen de la nobleza de los Escuer, gracias a las tres ediciones existentes de los Estatutos de una antigua Cofradía de infanzones que existió en Tramacastilla, bajo la advocación de Santiago, y a la que perteneció esta familia desde su fundación, en tiempo inmemorial, hasta su desaparición a mediados del siglo XIX.

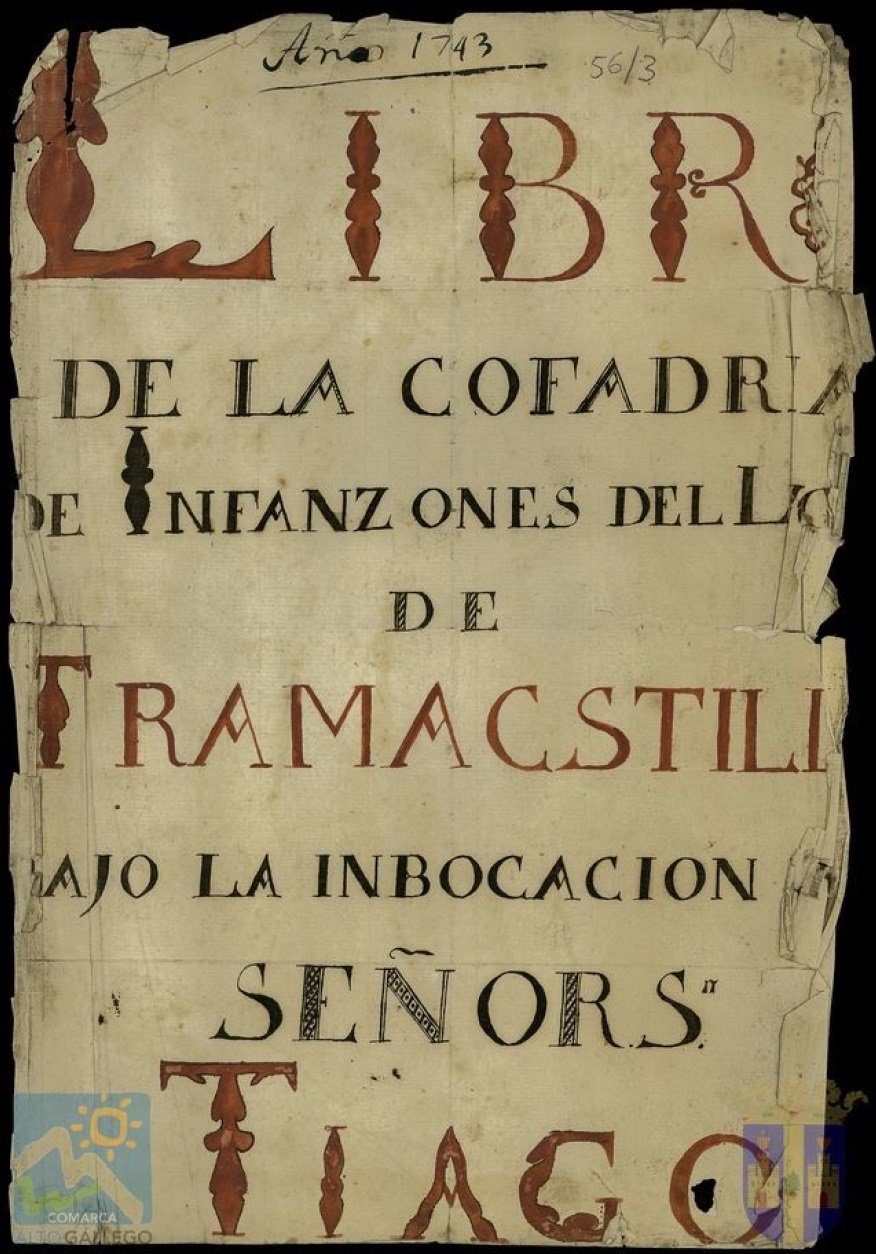
Portada Estatutos de 1743

Los Estatutos de 1552, 1664 y 1743, conservados en el Archivo Municipal de Tramacastilla, citan a los distintos miembros del linaje que pertenecieron a la Cofradía a lo largo de los siglos, siendo el primero, el ya citado García de Escuer (entre los siglos XV-XVI), y el último, su descendiente Pablo de Escuer Ferrer,a quien se le realizó una misa en su memoria el 26 de julio de 1833.A ella solo podían pertenecer infanzones, y las tres ediciones se encargaron de establecer la razón de ser, y la causa fundacional, de la Cofradía: 

... quieren conservar por este medio la memoria de las familias infanzonas cuyos privilegios de infanzones o hijosdalgo les fueron concedidos por los señores reyes en remuneración de los buenos servicios que les hicieron en las guerras contra los moros, exponiendo en ellas sus vidas muchas veces, con el fin de distinguirse por medio de esta Hermandad ...
Archivo Municipal de Tramacastilla de Tena.

Por tanto, no solo los Escuer, sino también los demás linajes admitidos en la Cofradía, ostentaban la condición de infanzones y habrían participado activamente en la Reconquista durante la Edad Media. No en vano, la Cofradía fue fundada en honor a Santiago Matamoros, cuya legendaria aparición en la batalla de Clavijo en el año 844 simboliza el espíritu de lucha cristiana de la época. Por ello fueron recompensados con la nobleza o infanzonía por parte de los distintos reyes de Aragón y, posiblemente, en el caso de los Escuer, también con un señorío que ya ostentaban en 1184.

## Ejecutorias de Infanzonía y ramas del linaje

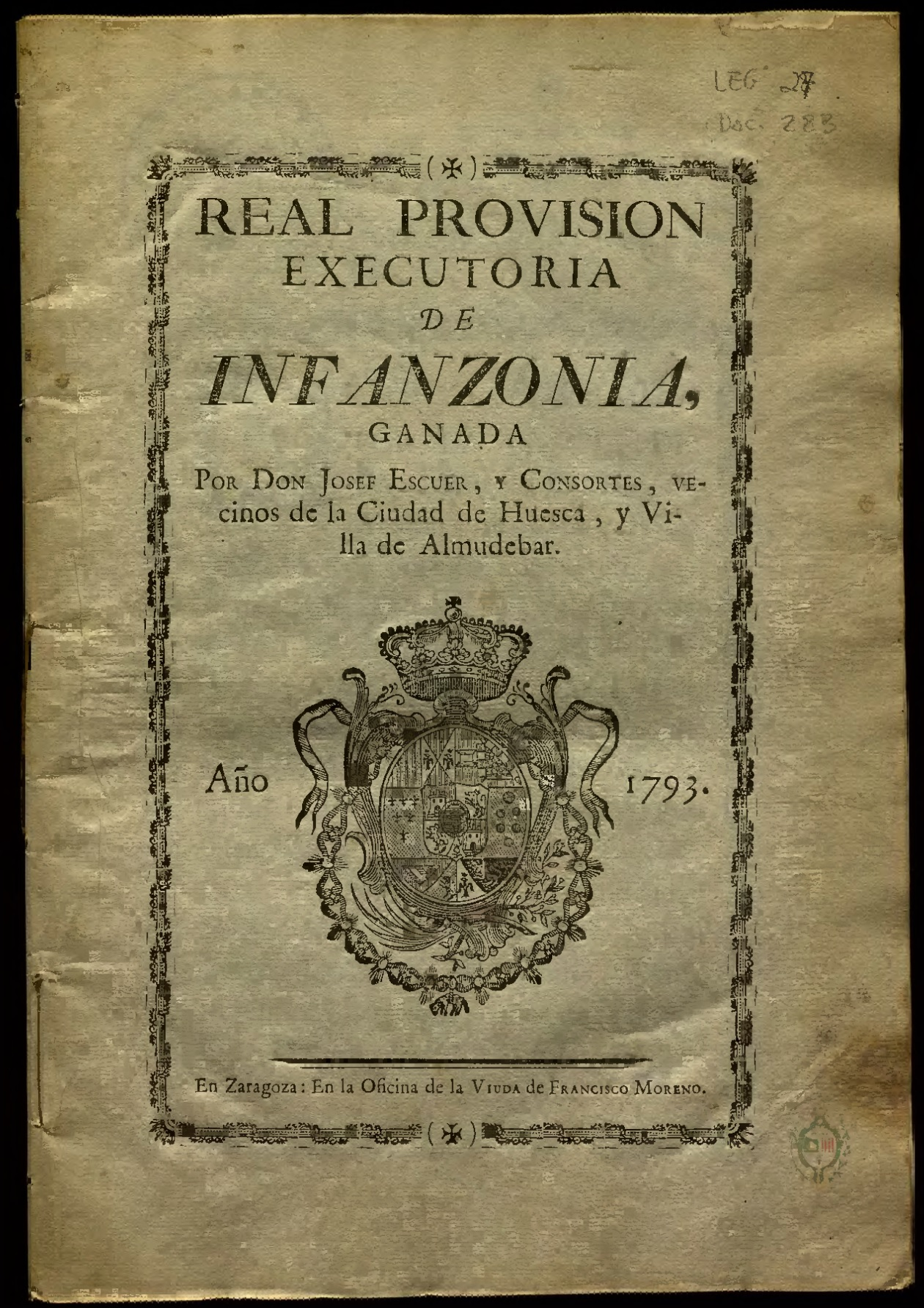
Portada de la Ejecutoria de 1793.

Como ya se ha indicado, el Casal de Yebra de Basa fue el primero en probar su infanzonía en 1357, y aunque dicho proceso no ha llegado a nuestros días, existen referencias sobre su existencia, recogidas por Mogobrejo.Sin embargo, fueron los descendientes del Casal de Tramacastilla los que debieron acudir en varias ocasiones a la Real Audiencia para probar su infanzonía debido a su dispersión geográfica,aunque de todas esas Ejecutorias tan solo se ha conservado la última fechada el 8 de abril de 1793.
Esta Ejecutoria fue el final de un extenso proceso iniciado un año antes por los Escuer de Huesca y Almudévar,cuyos solicitantes acreditaron su parentesco con otras ramas del linaje que ya habían probado su infanzonía en procesos anteriores, y de ese modo se aprovecharon de aquellos para ser reconocidos como infanzones el 8 de abril de 1793, siendo bisnieto de uno de ellos el Senador (1911-17) Máximo Escuer Velasco. Por ello, se conoce la existencia de tres procesos anteriores (detallados en la Ejecutoria de 1793), que declararon la nobleza de varias ramas del linaje en 1602, 1647 y 1687, siendo el denominador común de todas ellas, ser descendientes del citado García de Escuer, vecino de Tramacastilla. A continuación, se extraen los pasajes de mayor relevancia de estos tres procesos:
- 7 de agosto 1602. "Pedro Escuer, segundo de este nombre, y vecino que fue de la Villa de Sesa, para fin de probar su ingenuidad e Infanzonia por grados, y en propiedad, en el año mil seiscientos dos, compareció en la Real Audiencia antigua de este Reyno, y obtuvo citación contra el Abogado Fiscal y Patrimonial de S.M., contra el reverendo obispo de Huesca, dueño temporal de dicha Villa, y contra los Justicia, Jurados, Concejo y Universidad de la misma ... y concluso, legitimo y foral Proceso, y puesto en Sentencia se pronunció en él la definitiva del tenor siguiente: ... De consilio pronunciat et declarat Petrum de Escuer exponente, fore et esse in possessione seu quasi sua Infantionae, et admitti eundem ad faciendum salvam, debite, et juxta forum et debere gaudere omnibus et singulis Privilegiis, Libertatibus et Inmunitatibus ceteris Infantionibus praesentis Regni Aragonum ...";[nota 12]

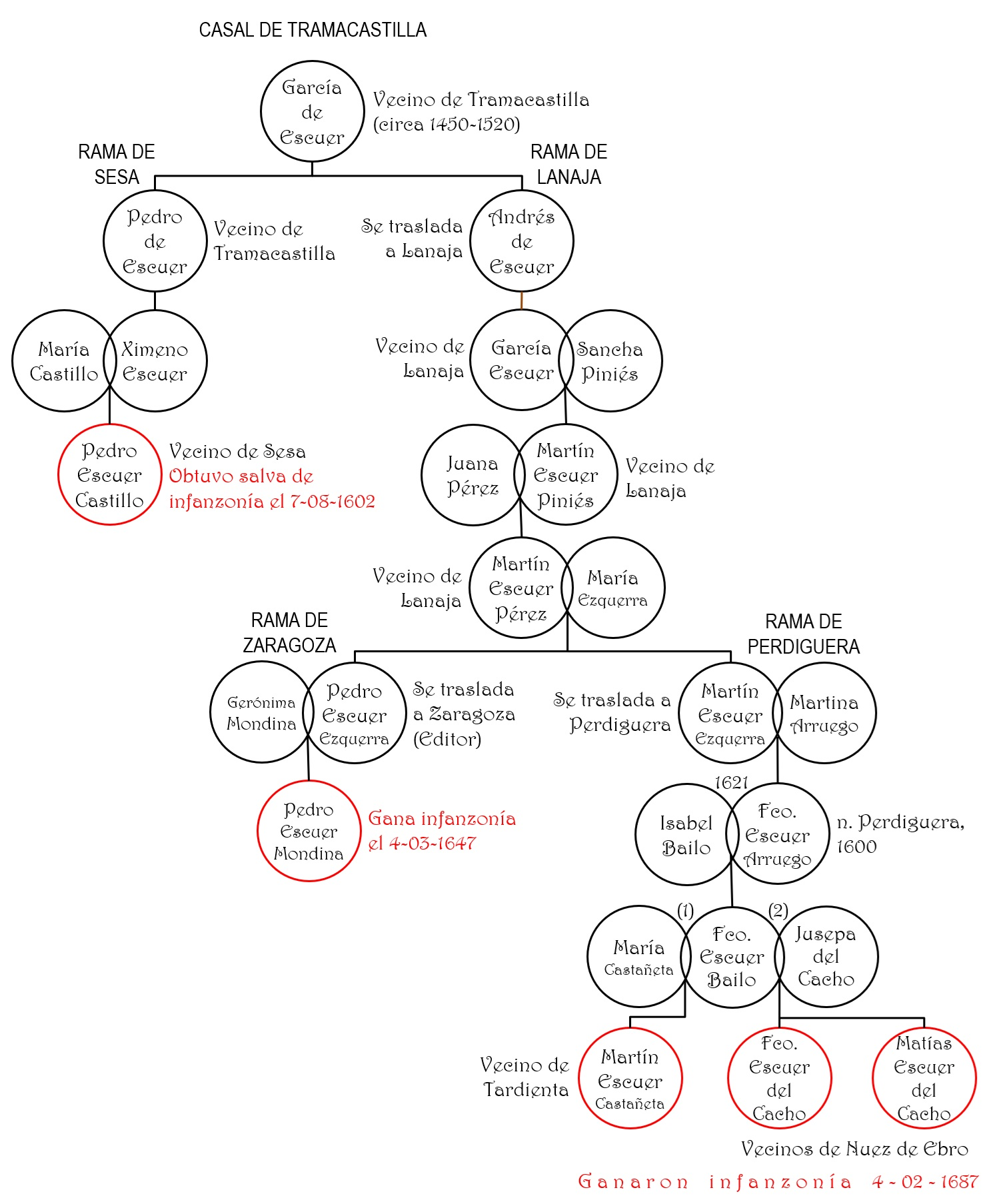
Tronco común y parentesco de las tres ramas que probaron su nobleza en 1602, 1647 y 1687, según se desprende de la Ejecutoria de 1793

- 4 de marzo 1647. "Que Pedro de Escuer, quinto de este nombre, pupilo, menor de edad de catorce años, hijo legitimo de Pedro Escuer, cuarto de este nombre y vecino de Lanaja, y Geronima Mondina ... mediante su legitimo Curador nombrado por la Real Audiencia antigua que hubo en este Reyno, para fin de probar la Ingenuidad e Infanzonia por grados, y en propiedad, e incluirse con dicho Pedro Escuer y aprovecharse de la Salva hecha por el mismo (1602), en el año mil seiscientos cuarenta y seis obtuvo de la misma Real Audiencia citación contra ... y puesto en Sentencia se pronunció en él la Definitiva del tenor siguiente: ... Petrum Escuer filium Petri Escuer et Hieronyme Mondina ... esse infantiones et debere guardare omnibus et singulis Privilegiis, Libertatibus ...";[nota 13]

- 4 de febrero 1687. "Que el sobredicho Pedro de Escuer, cuarto de este nombre, natural que fue de la Villa de Lanaja, y padre de Pedro Escuer, quinto de este nombre, que obtuvo dicha Executoria (1647), y Martin Escuer natural que fue también de dicha Villa de Lanaja, en el tiempo que vivieron fueron y eran hermanos, e hijos de unos mismos Padres. Y que el dicho Martin Escuer,[18]hermano del referido Pedro, del matrimonio que contraxo en la propia Villa de Lanaja con Martina Arruego, hubo y procreó en hijo suyo legitimo y natural a Francisco Escuer, primero de este nombre, el que siendo hombre mozo se fue a vivir y habitar al Lugar de Perdiguera,[19]distante cosa de quatro leguas poco más o menos de la Villa de Lanaja, en donde contraxo su Matrimonio con Isabel Bailo,[20]del qual hubieron y procrearon en hijo suyo legitimo y natural a Francisco Escuer,[21]segundo de este nombre, el qual desde el Lugar de Perdiguera se fue a vivir y habitar al de Nuez ... y casó en primeras bodas con María Castañeta, y en segundas con Jusepa del Cacho, y de dichos Matrimonios hubo y procreo en hijos suyos legitimos y naturales, a saber es, de dicha María Castañeta a Martín Escuer, Firmante, vecino que entonces era del Lugar de Tardienta, y de dicha Jusepa del Cacho a Francisco Escuer, tercero de este nombre, y Mathias Escuer, también Firmantes ... y que en el quatro de Febrero del año pasado de mil seiscientos ochenta y siete ... obtuvieron de la Corte del Señor Justicia mayor, que hubo en este Reyno, la Firma titular de Infanzonia que presento, en virtud de Executoria sobredicha ...".

Se puede apreciar que las dos últimas ejecutorias fundaron su pretensión en la inmediatamente anterior, para aprovechar sus efectos y extender el estatus y privilegios concedidos a sus solicitantes, por ello era indispensable que probaran su pertenencia al mismo linaje a través de árboles genealógicos que probaran dicho parentesco.
Además de las ejecutorias anteriores, numerosos miembros del linaje a lo largo del tiempo, probaron su nobleza por otros procesos de menor entidad. Así, el 16 de marzo de 1666 Martín Escuer Mondina, médico de Pina de Ebro y su hermano Diego, vecino de Lanaja, consiguieron ser insaculados para los oficios del Reino de Aragón en la bolsa de infanzones, tras probar su descendencia del Casal de Tramacastilla;y en 1765, los hermanos Miguel, Antonio, José y Martín Escuer Ortiz, vecinos de Tardienta, lograron probar ante el Fiscal su infanzonía,alegando la Ejecutoria conseguida en 1687 por sus ascendientes de la rama de Perdiguera.
De todas esas ejecutorias y probanzas, puede afirmarse que la descendencia de García se extendió y asentó en Almudévar, Híjar, Huesca, Lanaja, Nuez de Ebro, Ortilla, Perdiguera, Pina de Ebro, Sesa, Tardienta y Zaragoza; por su parte, los Escuer de San Julián de Basa y Yebra de Basa, constituían una rama colateral a la de García, pero todos ellos compartieron un mismo escudo heráldico, signo inequívoco de una ascendencia común, con la única diferencia que la rama que residía en el valle del Basa, añadió a sus armas, una estrella bajo la barra del tercer cuartel.

## Heráldica
Conviene en este punto, analizar la importancia de la Heráldica en el antiguo Aragón, pues el uso y exhibición de unas armas o escudo, tenía una significación muy distinta a la de otros reinos o territorios peninsulares, pues según Valero de Bernabé blasonar sus casas con escudos de armas fue una prerrogativa de los infanzones regnícolas, de ahí que quien pretendiera blasonarse así se expusiera a ser demandado ante el Justicia de Aragón y tener que defender su pretendida infanzonía ... tan unida estaba el uso de la heráldica a la condición nobiliaria, que para ingresar en la Orden de Montesa, se exigía además presentar la prueba armera.

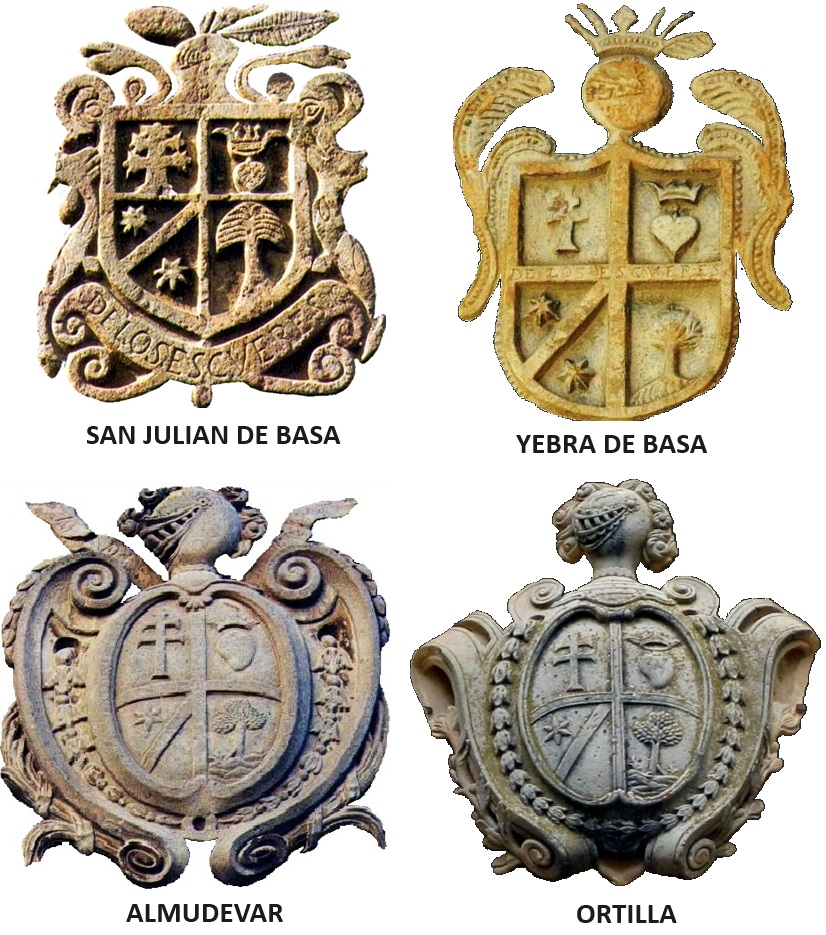
Piedras de los Escuer

La representación más antigua del escudo fue posiblemente la piedra armera del Casal de Tramacastilla, hoy desaparecida, al igual que los bordados heráldicos que antaño existieron en la Cofradía de Santiago de dicha localidad, el más antiguo fechado en 1552.No obstante, han llegado hasta nuestros días cuatro ejemplares en piedra del escudo de los Escuer, situados en los casales de San Julián de Basa (probablemente de finales del siglo XVII), Yebra de Basa (el único con fecha inscrita, 1757), Almudévar y Ortilla (ambos datables a finales del siglo XVIII). Las cuatro versiones coinciden en su composición heráldica (aunque varían notablemente en estilo) con la excepción de una estrella añadida bajo la barra del tercer cuartel en los escudos de San Julián y Yebra. La Ejecutoria de 1793 ofrece la representación más tardía del escudo, en este caso de forma documental, repitiendo la presencia de una sola estrella en el tercer cuartel.
Las piedras armeras de Almudévar y Ortilla son las más recientes conservadas, y corresponden a la rama familiar que obtuvo el reconocimiento de su infanzonía en 1793. Ambas muestran un diseño prácticamente idéntico. Joseph Escuer Sanz, uno de los beneficiarios de la Ejecutoria, era vecino de Almudévar, mientras que su hijo, Francisco Escuer Casalés (yerno de Felipe Perena y abuelo del senador Máximo Escuer), estableció su casa en Ortilla.
Las armas heráldicas son Escudo cuartelado: 1.º en campo de oro, una cruz patriarcal de gules; 2.º en campo de sinople, una piña de oro, sumada de una corona real; 3.º en campo de azur, una barra de oro, acompañada, en lo alto, de una estrella del mismo metal; y 4.º en campo de oro, una carrasca de sinople, terrasada de lo mismo.
Cabe destacar la piedra del casal de Yebra de Basa (documentado desde 1357), en cuya portada aparece el siguiente lema: Crux fidelis inter omnes arbor una nobilis. Este lema es parte del Pange lingua gloriosi proelium certaminis, un antiguo himno cristiano escrito en el siglo VI por Venancio Fortunato, que se canta durante la liturgia del Viernes Santo cuando se conmemora la Crucifixión de Jesús. La estrofa completa es:

Crux fidelis inter omnes arbor una nobilis; nulla silva talem profert Fronde, flore, germine. Dulce lignum, dulces clavos, dulce pondus sustinet 
Traducción: ¡Oh cruz fiel!, entre todos el único árbol noble; ningún bosque produce otro similar en hojas, flores ni en frutos. Dulce es el leño, dulces los clavos, dulce el peso que sostiene.

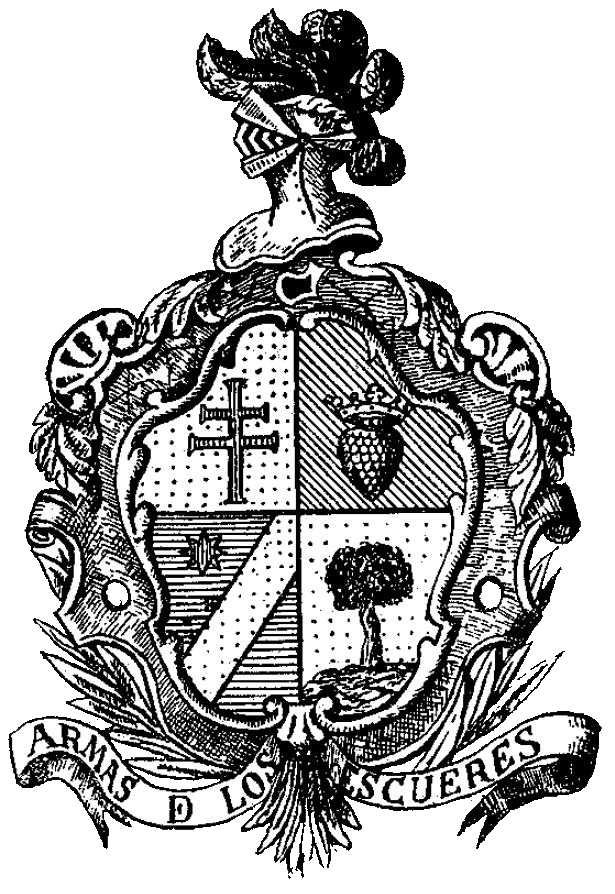
Escudo descrito en la Ejecutoria de 1793

El lema del casal de Yebra es clave para poder interpretar correctamente las armas del linaje, pues la similitud entre el himno y el escudo de los Escuer es más que notoria, pues las piezas principales son coincidentes en ambos: la cruz (crux fidelis vs la cruz patriarcal del 1.º cuartel), el árbol (inter omnes arbor vs la carrasca de sinople del 4.º cuartel) y el fruto del árbol (nulla silva talem profert Fronde, flore, germine vs la piña de oro del 2.º cuartel). El escudo es prácticamente una representación material del himno, de cuya interpretación se puede fácilmente identificar a la piña (el fruto del árbol) con el propio Cristo (el dulce pondus sustinet de la crux fidelis), lo que explicaría que la piña aparezca con corona real, símbolo de soberanía y majestad, lo que la convierte en la pieza principal del escudo, pues de otro modo es difícilmente explicable la atribución de la dignidad real a una piña, si esta no simboliza el fruto de esa crux fidelis; por su parte, la barra y la/s estrella/s del 3.º cuartel no tendrían relación directa con el himno, aunque representarían la vertiente divina o celestial del conjunto. En consecuencia, puede concluirse que el escudo representa una exaltación de la Crucifixión de Jesús, conmemorada cada Viernes Santo.
Pedro Vitales (fallecido en 1574), recoge a mediados del siglo XVI otra descripción del escudo con la piña coronada como única pieza heráldica, lo que confirmaría la interpretación anterior (la piña como pieza central de las armas del linaje): de gules con una piña de oro, la punta hacia abajo, y de la parte de arriba de ella una corona Real de oro.Sin embargo, no hay constancia de ninguna representación material (documental o labrada en piedra) de este escudo. No es posible precisar cuál de las dos variantes del escudo (el cuartelado o el de la piña como única pieza), fue la original y más antigua: si bien, Pedro Vitales fallece en 1574 y su obra es lógicamente anterior (aunque publicada en el siglo XVII), la variante cuartelada ya debía existir en 1357, cuando se declara la infanzonía del Casal de Yebra de Basa, que adoptó el escudo cuartelado, como hoy día aún puede apreciarse sobre su portal.

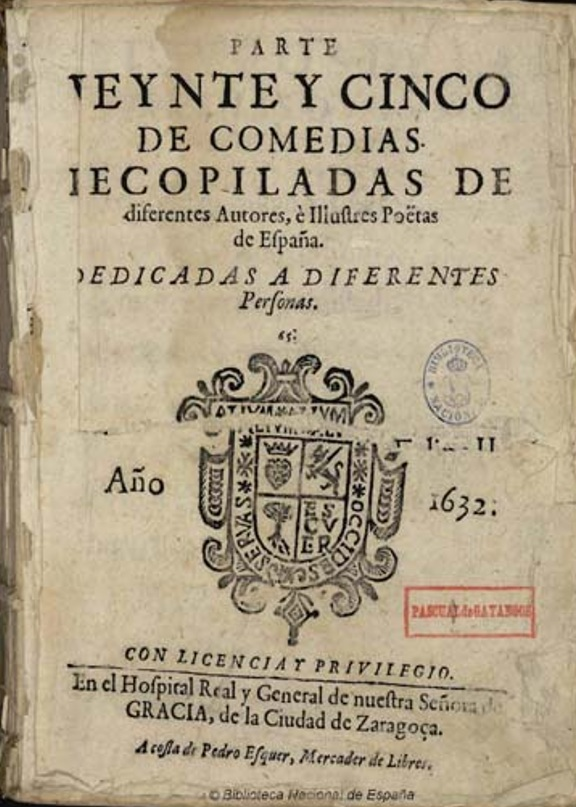
Escudo 1632 - Biblioteca Nacional de España

Un apartado destacado merece la doble versión del escudo conservada gracias al editor Pedro Escuer Ezquerra quien, a partir de 1632, comenzó a incluir el emblema heráldico de su linaje en algunas de sus publicaciones. La primera de estas representaciones, datada en ese mismo año, muestra una diferencia notable respecto a las armas tradicionales que más tarde serían labradas en piedra en los cuatro casales mencionados. Si bien conservaba dos de los cuatro cuarteles originales (la piña y el árbol, aunque dispuestos de forma incorrecta), incorporaba otros dos totalmente nuevos y un lema inédito que rodeaba el escudo: alium occides, servas alium: "matas a uno, salvas a otro". Este lema, en apariencia sin conexión directa con el contenido simbólico del escudo tradicional, adquiere significado si se interpreta a la luz del relato evangélico de la Pasión de Cristo, en concreto cuando Poncio Pilatos condena a Jesús a la cruz (alium occides) y libera a Barrabás (servas alium), encontrando de este modo la conexión con el escudo tradicional que representa la Crucifixión. 

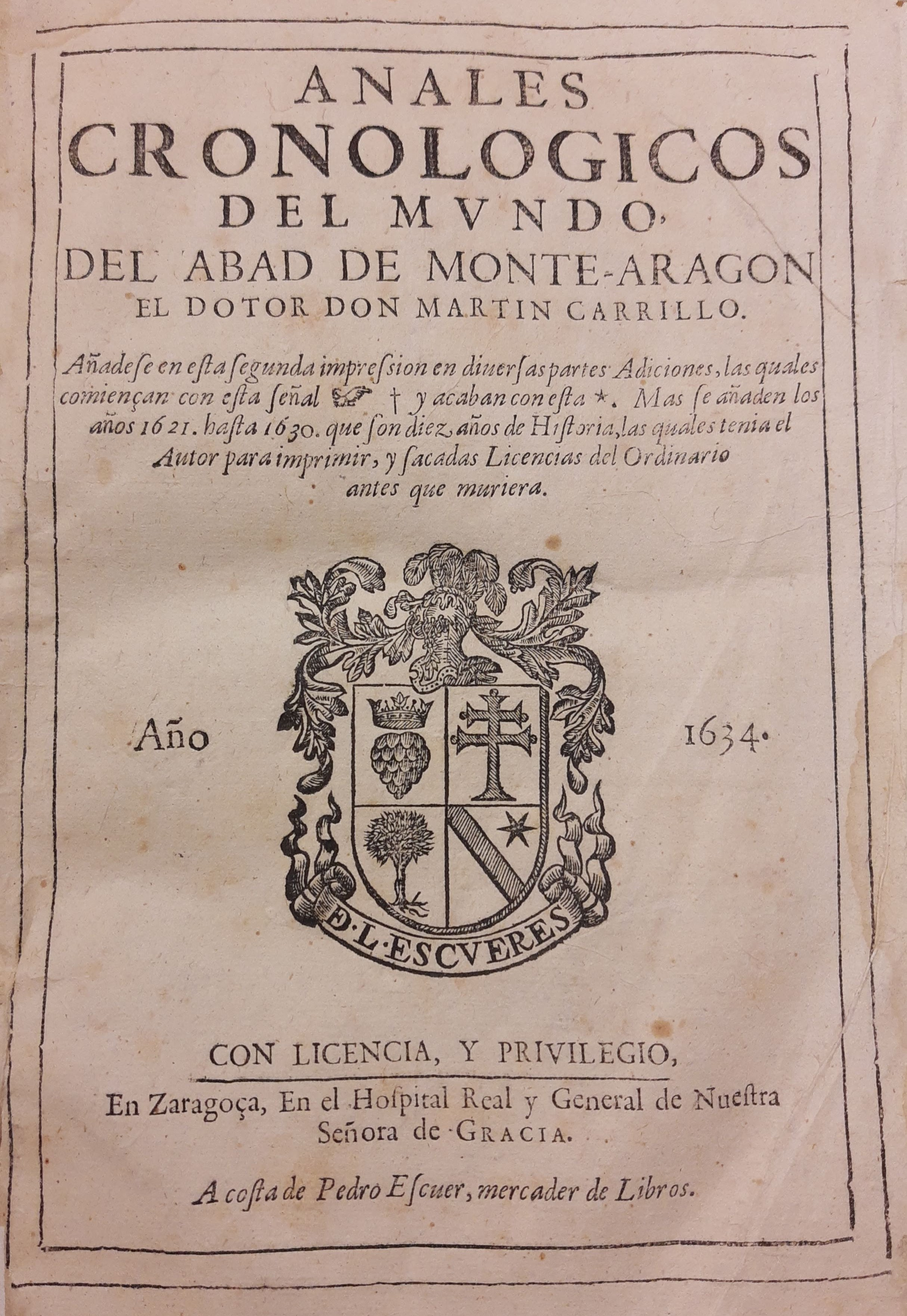
Escudo 1634 - Portada de los Anales Cronológicos del Mundo.

Sin embargo, esta notoria alteración pública de las armas del linaje en 1632, y que se mantuvo en otras publicaciones durante 1633, pudo suponer alguna disputa o divergencia con las ramas que empleaban el escudo genuino o tradicional, principalmente con los casales de Yebra y Tramacastilla, sobre todo, teniendo en cuenta la rigidez de las normas heráldicas y lo que el escudo familiar representaba para el linaje.
Por ello, a partir de 1634 el citado editor las cambió por el mismo escudo que estas empleaban, aunque con una evidente diferencia, en tanto que en esta nueva representación, la disposición de los cuarteles y sus piezas heráldicas aparecen invertidas (efecto espejo),probablemente al tomar como ejemplo el reverso del estandarte, o bordado, del escudo que ya entonces se conservaba en la Cofradía de infanzones de Tramacastilla,y cuya existencia conocía el editor, pues en el proceso que culminó con la Ejecutoria de 1647 en favor de su hijo, alegó la membresía de sus parientes a esta cofradía. Podemos confirmar que dicha inversión no es una simple disposición o colocación errónea de los cuarteles, sino de un efecto espejo, en tanto que la barra heráldica del tercer cuartel del escudo original, pasa a ser una banda en el cuarto cuartel del escudo del editor).

## Miembros destacados
- Sancho, señor de Escuer. Documentado en 1184 recibiendo en censo, junto a su yerno Guillermo, unas propiedades del abad de Montearagón;
- Rodrigo de Escuer, primer miembro del linaje que probó su infanzonía en 1357 siendo vecino de Yebra de Basa, donde todavía existe la Casa solar del linaje con la piedra armera sobre la portada datada en 1757;[nota 19]
- Martín Pérez de Escuer (Tramacastilla de Tena, c. 1406 [nota 20]- abril de 1456). Notario de Tramacastilla entre 1426 y 1456. Documentado en 1427 junto a su padre Jimeno y tres hermanos, María, Lop y Pedro, siendo el único de ellos que nos conste que contrajo matrimonio, con María de Lasala que enviudó en 1456,[28]y que llegó a la madurez (al menos 50 años), por lo que los Escuer censados en el fogaje en 1495 (Martín, Jimeno y García), muy probablemente sean sus descendientes (hijos o nietos);
- García de Escuer (Tramacastilla de Tena, c. 1445-1520). Posible hijo del notario Martín Pérez de Escuer. Fue, según las ejecutorias del linaje, señor del Casal de Tramacastilla y tronco común de todas las ramas posteriores que probaron su infanzonía en los siglos posteriores. Aparece documentado en el fogaje de 1495 como cabeza de uno de los tres fuegos del linaje existente en Tramacastilla, y el 20 de diciembre de 1520 como miembro del Concejo de la población.[29]También es citado en el Libro de la Cofradía de 1743 como el primer miembro del linaje que conste que perteneció a la misma;

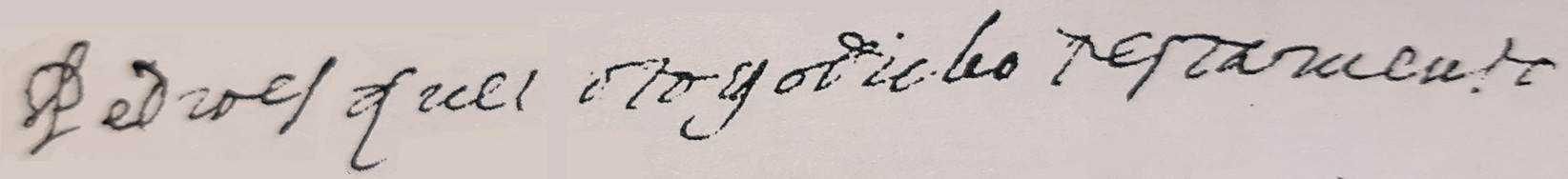
Firma de Pedro Escuer al final de su testamento de 1642.

- Pedro Escuer Ezquerra (Lanaja, 1604 - Zaragoza,  c.1665). Editor o mercader de libros, que actuó principalmente en Zaragoza entre 1630 y 1650. Editó obras de autores de la talla de Tirso de Molina (Parte tercera de las comedias, en 1634), Lope de Vega (La cruz en la sepultura, en 1634) o Francisco de Quevedo (Carta al serenísimo, muy alto y muy poderoso Luis XIII Rey cristianísimo de Francia, en 1635);[30]Otorgó testamento en 1642.[31]
- Antonio Mauricio Escuer Mondina (Zaragoza, 1647).[32]Hijo del editor Pedro Escuer. En 1675 era doctor en Tauste, siendo autor de varios escritos de Medicina;
- Hipólito Escuer Mondina (Zaragoza, c. 1650). Fue también hijo del editor Pedro Escuer y doctor en Teología. Autor en 1693 de la «Oración panegírica del esclarecido mártir San Jorge, patrón del Reino de Aragón»;[33]
- Jerónimo Escuer (siglo XVIII). En 1735 figuraba entre los miembros de la denominada Academia Universal, considerada antecedente de la Real Academia de la Historia, fundada en 1738. Presbítero y Secretario de la Mayordomía mayor de la Casa Real desde el 22 de julio de 1745, aunque desde 1739 ya se ocupaba en operaciones del real servicio. Falleció antes de 1796;[34]
- Joseph Escuer Murillo (Perdiguera, 1715-1784). Bisnieto de Francisco Escuer e Isabel Bailo, citados en la Ejecutoria de 1687, y Alcalde de Perdiguera en 1760-1772, cargo que también ocuparía su hijo Joseph Escuer Castelreanas a partir de 1789;[35]
- Gregorio Escuer Castelreanas (Perdiguera, 1751-1809). Hijo del anterior, participó y murió,[36]en la Batalla del Llano,[37]contra las tropas napoleónicas en el marco del Segundo Sitio de Zaragoza;
- Máximo Escuer Velasco (Huesca, 1860). Hijo de Juan y Concepción, y bisnieto de Joseph Escuer Sanz, vecino de Almudévar, que consiguió probar su infanzonía en la Ejecutoria de 1793. Abogado de profesión, contrajo matrimonio en 1908 con Carmen Lalaguna Gavín. Fue Senador por la provincia de Huesca en las legislaturas de 1911-14, 1914-1915 y 1916-1917. Se le ha dedicado una calle en las poblaciones de Lanaja y Almudévar, donde hubo ramas infanzonas del linaje;[38]
- José María Escuer (Málaga, 1921 - Altea, Alicante, 4 de abril de 2003) fue un actor español de cine, teatro y televisión.[39]